# Il Toffo
Il Toffo este o arie protejată (arie de protecție specială avifaunistică — SPA) din Italia întinsă pe o suprafață de 88 ha, integral pe uscat.

## Localizare
Centrul sitului Il Toffo este situat la coordonatele 45°43′37″N 9°27′04″E / 45.726865°N 9.451105°E.

## Înființare
Situl Il Toffo a fost declarat arie de protecție specială avifaunistică în octombrie 2011 pentru a proteja 125 de specii de animale.

## Biodiversitate
Situată în ecoregiunea continentală, aria protejată conține 3 habitate naturale: Păduri aluvionare cu Alnus glutinosa și Fraxinus excelsior (Alno-Padion, Alnion incanae, Salicion albae), Lacuri eutrofice naturale cu vegetație de tip Magnopotamion sau Hydrocharition, Cursuri de apă de la nivel de câmpie la nivel montan, cu vegetație Ranunculion fluitantis și Callitricho-Batrachion.
La baza desemnării sitului se află mai multe specii protejate:
- păsări (118): uliu păsărar (Accipiter nisus), lăcar mare (Acrocephalus arundinaceus), lăcar-de-mlaștină (Acrocephalus palustris), lăcar-de-rogoz (Acrocephalus schoenobaenus), lăcar-de-lac (Acrocephalus scirpaceus), fluierar de munte (Actitis hypoleucos), pițigoi codat (Aegithalos caudatus), ciocârlie-de-câmp (Alauda arvensis), pescăruș albastru (Alcedo atthis), rață pitică (Anas crecca), rață mare (Anas platyrhynchos), fâsă de luncă (Anthus pratensis), fâsă de pădure (Anthus spinoletta), fâsă de pădure (Anthus trivialis), egretă mare (Ardea alba), stârc cenușiu (Ardea cinerea), stârc roșu (Ardea purpurea), ciuf-de-pădure (Asio otus), rață-cu-cap-castaniu (Aythya ferina), rața moțată (Aythya fuligula), rață roșie (Aythya nyroca), buhai de baltă (Botaurus stellaris), șorecarul comun (Buteo buteo), sticlete (Carduelis carduelis), Certhia brachydactyla, Cettia cetti,  prundaș gulerat mic (Charadrius dubius), florinte (Chloris chloris), erete de stuf (Circus aeruginosus), erete vânăt (Circus cyaneus), porumbel gulerat (Columba palumbus), cioară neagră (Corvus corone), cuc (Cuculus canorus), gușă vânătă (Cyanecula svecica), pițigoi albastru (Cyanistes caeruleus), lebădă de vară (Cygnus olor), lăstun de casă (Delichon urbicum), ciocănitoare pestriță mare (Dendrocopos major), egretă mică (Egretta garzetta), presură de stuf (Emberiza schoeniclus), măcăleandru (Erithacus rubecula), șoim călător (Falco peregrinus), șoimul rândunelelor (Falco subbuteo), vânturel roșu (Falco tinnunculus), muscar negru (Ficedula hypoleuca), cinteză (Fringilla coelebs), Fringilla montifringilla, lișiță (Fulica atra), becațină comună (Gallinago gallinago), găinușă de baltă (Gallinula chloropus), frunzăriță galbenă (Hippolais icterina), rândunică (Hirundo rustica), stârc pitic (Ixobrychus minutus), capîntortură (Jynx torquilla), sfrâncioc roșiatic (Lanius collurio), sfrâncioc mare (Lanius excubitor), pescăruș argintiu (Larus cachinnans), pescăruș sur (Larus canus), pescăruș râzător (Larus ridibundus), grelușel-de-zăvoi (Locustella luscinioides), privighetoare (Luscinia megarhynchos), rață pestriță (Mareca strepera), gaia neagră (Milvus migrans), codobatură galbenă (Motacilla alba), codobatură de munte (Motacilla cinerea), codobatura galbenă (Motacilla flava), muscar sur (Muscicapa striata), rață cu ciuf (Netta rufina), stârc de noapte (Nycticorax nycticorax), pietrar sur (Oenanthe oenanthe), grangur (Oriolus oriolus), vultur pescar (Pandion haliaetus), pițigoi mare (Parus major), vrabie de câmp (Passer montanus), pițigoi de brădet (Periparus ater), viespar (Pernis apivorus), cormoran mare (Phalacrocorax carbo), fazan (Phasianus colchicus), codroș de munte (Phoenicurus ochruros), codroșul de pădure (Phoenicurus phoenicurus), pitulice de munte (Phylloscopus bonelli), pitulice de munte (Phylloscopus collybita), pitulice sfârâitoare (Phylloscopus sibilatrix), pitulice-fluierătoare (Phylloscopus trochilus), coțofană (Pica pica), ciocănitoarea verde (Picus viridis), corcodel mare (Podiceps cristatus), pițigoi sur (Poecile palustris), cresteț pestriț (Porzana porzana), brumăriță de pădure (Prunella modularis), cristei de baltă (Rallus aquaticus), aușel sprâncenat (Regulus ignicapilla), aușel cu cap galben (Regulus regulus), pițigoi-pungar (Remiz pendulinus), lăstun de mal (Riparia riparia), mărăcinar (Saxicola rubetra), mărăcinar negru (Saxicola torquatus), sitar de pădure (Scolopax rusticola), cănăraș (Serinus serinus), țiclete (Sitta europaea), rață cârâitoare (Spatula querquedula), scatiu (Spinus spinus), guguștiuc (Streptopelia decaocto), turturică (Streptopelia turtur), huhurez mic (Strix aluco), graur (Sturnus vulgaris), silvie cu cap negru (Sylvia atricapilla), silvie de zăvoi (Sylvia borin), silvie de câmp (Sylvia communis), silvie mediteraneană (Sylvia melanocephala), corcodel mic (Tachybaptus ruficollis), pănțărușul (Troglodytes troglodytes), sturzul viilor (Turdus iliacus), mierlă (Turdus merula), sturz (Turdus pilaris), pupăză (Upupa epops), nagâț (Vanellus vanellus), Zapornia parva
- amfibieni (2): Rana latastei, Triturus carnifex
- nevertebrate (1): Oxygastra curtisii
- pești (4): Barbus plebejus, Cobitis bilineata, zglăvoacă (Cottus gobio), Rutilus pigus

Pe lângă speciile protejate, pe teritoriul sitului au mai fost identificate 5 specii de plante, 1 specie de amfibieni, 4 specii de pești, 1 specie de reptile.